# Breitenau (Austria)
Breitenau è un comune austriaco di 1 558 abitanti nel distretto di Neunkirchen, in Bassa Austria.